# Baldwin Park (Californië)
Baldwin Park is een plaats (city) in de Amerikaanse staat Californië, en valt bestuurlijk gezien onder Los Angeles County.

## Demografie
Bij de volkstelling in 2000 werd het aantal inwoners vastgesteld op 75.837.
In 2006 is het aantal inwoners door het United States Census Bureau geschat op 78.568, een stijging van 2731 (3.6%).

## Geografie
Volgens het United States Census Bureau beslaat de plaats een oppervlakte van
17,6 km², waarvan 17,3 km² land en 0,3 km² water. Baldwin Park ligt op ongeveer 127 m boven zeeniveau.

## Plaatsen in de nabije omgeving
De onderstaande figuur toont nabijgelegen plaatsen in een straal van 8 km rond Baldwin Park.